# Siganus sutor

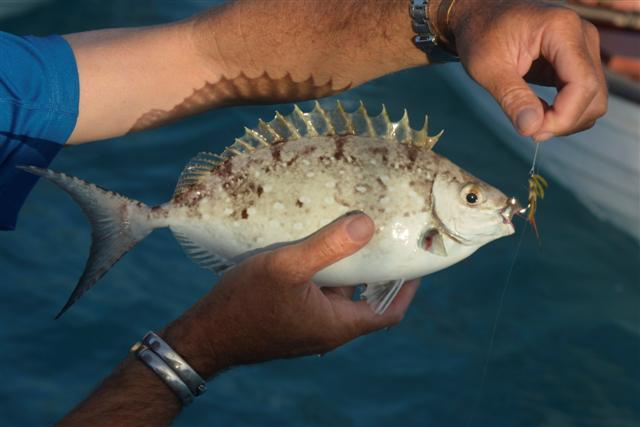
Siganus sutor recién pescado en Mauritius

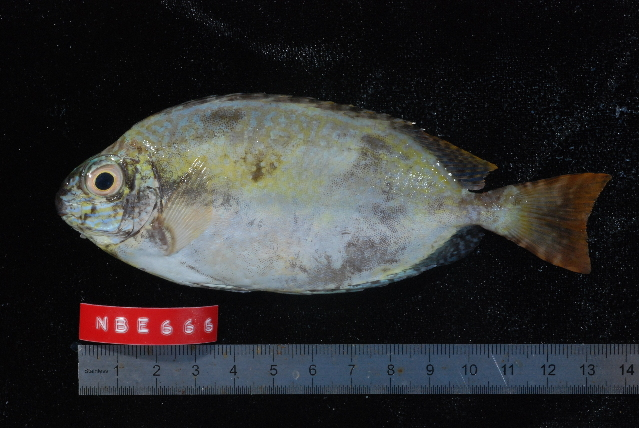
Siganus sutor

Siganus sutor es una especie de peces marinos de la familia Siganidae, orden Perciformes, suborden Acanthuroidei. 
Su nombre común es sigano zapatero. Es una especie comercializada para consumo humano, y, ocasionalmente venenosa.

## Morfología
El cuerpo de los sigánidos es medianamente alto, muy comprimido lateralmente. Visto de perfil recuerda una elipse. La boca es terminal, muy pequeña, con mandíbulas no protráctiles. Tienen una lengüeta en la fosa nasal anterior, que se reduce en tamaño con el incremento de la edad.
La coloración base de la cabeza, el cuerpo y las aletas es verdoso a marrón arena. El vientre es más pálido. No obstante, la coloración es altamente variable, dependiendo tanto del humor del animal, como del color del sustrato donde se halle.
Cuentan con 13 espinas y 10 radios blandos dorsales, precedidos por una espina corta saliente, a veces ligeramente sobresaliente, y otras totalmente oculta. La aleta anal cuenta con 7 fuertes espinas y 9 radios blandos. Las aletas pélvicas tienen 2 espinas, con 3 radios blandos entre ellas, característica única y distintiva de esta familia. Las espinas de las aletas tienen dos huecos laterales que contienen glándulas venenosas.
El tamaño máximo de longitud es de 45 cm, aunque el tamaño normal de adulto es de 30 cm.

## Reproducción
Aunque no se poseen datos específicos sobre su reproducción, como componentes del género Siganus, son ovíparos y de fertilización externa. Los huevos son adhesivos. El desove se produce al oscurecer, en los meses calurosos, coincidiendo con el ciclo lunar. 
Poseen un estado larval planctónico de unos 24 días de duración. Desarrollan un estado postlarval, característico del suborden Acanthuroidei, llamado acronurus, en el que los individuos son transparentes, y se mantienen en estado pelágico durante un periodo extendido antes de establecerse en el hábitat definitivo, y adoptar entonces la forma y color de juveniles.

## Alimentación
Son principalmente herbívoros Progresan de alimentarse de fitoplancton y zooplancton, como larvas, a alimentarse de macroalgas bénticas. Consumen algas de los géneros Cymodocea, Syringodium o Thalassia.

## Hábitat y comportamiento
Habitan en aguas tropicales, asociados a arrecifes de coral costeros. Prefieren áreas protegidas de arrecifes interiores. frecuentan camas de algas.
Su rango de profundidad normal es entre 1 y 50 metros, aunque lo frecuente es entre 1 y 12 metros.

## Distribución geográfica
Estos peces se encuentran en el océano Indo-Pacífico, desde el este de África hasta Indonesia. También en el sudeste del océano Atlántico, a través de Sudáfrica.
Están presentes en Birmania, Comoros, Chagos, Indonesia, Irán, Kenia, Madagascar, Mauritius, Mozambique, Reunión, isla Rodrigues, Seychelles, Somalia, Sudáfrica, Tailandia, Tanzania y Yemen. Siendo cuestionable su presencia en Japón, Malasia e islas Ryukyu.